# Петар Пламенац
Петар Пламенац (1872-1954) је био црногорски политичар.

## Биографија
Рођен у племену Бољевића у нахији Црмница.
Студирао је ветерину у Бечу. У почетку је био секретар Министарства унутрашњих послова Црне Горе, где је 1906. године постао начелник Одељења народне привреде, у који је ступио 1902. године. Потом је прешао у правосудну, па у дипломатску професију. Био је црногорски политичар, дипломата и од поверења краља Николе. Био је званични представник Црне Горе на Балканској изложби у Лондону 1907. године. Био је црногорски конзул у Скадру од 1907. до 1910. године, а од 1910. и од 8. октобра 1912. године отправник послова црногорског посланства у Цариграду. У Црној Гори до Османског царства прекидани су дипломатски односи двеју држава. Био је цивилни гувернер Скадра. Био је представник Црне Горе 1913. године када је решено питање предаје Медована Скадра Великим силама и преговарано са представницима међународне флоте. Био је министар иностраних послова Краљевине Црне Горе од 8. маја 1913. до 10. септембра 1915. године. По одласку са те функције био је потпредсједник Народне скупштине Црне Горе. Члан црногорске делегације на потписивању Букурештанског мира 1913. године. Емигрирао је 1916. године и био кандидат црногорске Владе у егзилу 1917. и 1918. године у Вашингтону (САД) за место ванредног заменика и опуномоћеног министра Краљевине Црне Горе, али није добио споразум. Петар Пламенац се вратио у Краљевину Срба, Хрвата и Словенаца из избеглиштва 1924. године. Политички је био један од првака Црногорске странке. 1936. био је један од организатора Белведерских демонстрација код Цетиња. Током Другог светског рата био је у зеленом покрету за независност Црне Горе као близак политички сарадник бригадира Крсте Зрнова Поповића. У мају 1945. осуђен је на 10 година затвора, али је брзо помилован и пуштен. Преминуо је 1954. године и сахрањен у родном месту Бољевић.